# Star-Spangled Spectacular CD 1
Star-Spangled Spectacular CD 1 – album koncertowy Elvisa Presleya, składający się z utworów nagranych w Hampton w Wirginii 1 sierpnia 1976 r. Presley miał na sobie Blue Egyptian Bird suit. Album został wydany w 2013 roku. W tym dniu jedyny raz w 1976 roku wykonał piosenkę "Return To Sender".

## Lista utworów
1. "2001 theme"
2. "See See Rider"
3. "I Got a Woman – Amen"
4. "Love Me"
5. "If You Love Me"
6. "You Gave Me a Mountain"
7. "All Shook Up"
8. "Teddy Bear – Don’t Be Cruel"
9. "And I Love You So"
10. "Jailhouse Rock"
11. "Fever"
12. "America the Beautiful"
13. "Return to Sender"
14. "Band Introductions"
15. "Early Morning Rain"
16. "What’d I Say"
17. "Johnny B. Goode"
18. "Drum Solo" (Ronnie Tutt)
19. "Bass Solo" - "Battle Of New Orleans" theme (Jerry Scheff)
20. "Piano Solo" (Tony Brown)
21. "Electric Piano and Clavinet Solo" (David Briggs)
22. "Love Letters"
23. "Hail! Hail! Rock ’n’ Roll!"
24. "Hurt"
25. "Hound Dog"
26. "Funny How Time Slips Away"
27. "Can’t Help Falling in Love"
28. "Closing Vamp"